# Morgen zal het anders zijn (single)
Morgen zal het anders zijn is de eerste single van de Vlaamse popgroep Mama's Jasje. De single werd in 1990 op een 7"-grammofoonplaat uitgebracht en werd in 1991 opnieuw vermeld op de single God in Frankrijk. Het nummer werd pas in 2009 op een gelijknamig album vermeld.

## Tracklist
- 'Morgen zal het anders zijn'
- 'Draai er niet omheen'